# Zamach w kościele w Jolo (2019)
Zamach terrorystyczny w kościele w Jolo – zamach terrorystyczny, do którego doszło w kościele rzymskokatolickim w Jolo w południowych Filipinach 27 stycznia 2019. O godzinie 08:28 w jego wnętrzu, podczas odprawiania mszy świętej wybuchła bomba. Kolejny wybuch nastąpił na parkingu niedaleko kościoła, kiedy na miejscu zdarzenia pojawili się policjanci oraz wojsko. Do zamachu przyznało się Państwo Islamskie, natomiast sam zamach został przeprowadzony przez działającą na Filipinach islamską organizację terrorystyczną Abu Sajaf.